# Donkey Kong Jungle Beat
Donkey Kong Jungle Beat est un jeu vidéo de plates-formes développé par Nintendo EAD et édité par Nintendo.  Il est sorti sur GameCube en 2004 au Japon et en 2005 en Europe, en Amérique du Nord et en Australie. Le jeu est réédité sur Wii en 2008 au Japon et en 2009 en Amérique du Nord, en Europe et en Australie.
Le jeu est conçu pour être joué avec le Bongo DK, un accessoire qui ressemble à un bongo.

## Système de jeu
La série de jeux Donkey Kong est historiquement fondée sur de la plate-forme. Le premier volet de la trilogie Donkey Kong Country sur Super Nintendo étonna par des effets spéciaux pour le moins inédits à l'époque.
Devancé de peu sur GameCube par le jeu musical Donkey Konga le mettant en scène, Donkey Kong retourne quelque peu à ses origines avec Donkey Kong Jungle Beat. En effet, ce jeu est à première vue un jeu de plate-forme en 2 dimensions mais bénéficiant d'une réalisation visuelle en 3D. Cependant, le studio Nintendo EAD a su faire preuve d'imagination en réutilisant les Bongos DK à des fins autres que musicales. Ici, tous les déplacements s'effectuent de façon instinctive :
- déplacement sur la droite : 1 pression sur le tonneau de droite
- déplacement sur la gauche : 1 pression sur le tonneau de gauche
- sauter : 1 pression simultanément sur les tonneaux de gauche et de droite
- attraper une liane : Clap Attrape
- étourdir des ennemis : 1 clap des mains au-dessus du micro

## Composition des niveaux
Une fois passée la scène d'introduction servant de didacticiel, Donkey Kong Jungle Beat propose au curieux joueur la bagatelle de 18 royaumes. Tous construits selon le même schéma, chacun d'entre eux est composé de 2 niveaux menant droit à un combat contre le souverain du royaume; le boss.
Deux niveaux supplémentaires regroupant à la fois plate-forme et boss clôturent le jeu. Ils mettent en scène le Despote, souverain parmi les souverains des différents royaumes foulés au cours de l'aventure.
Les niveaux sont linéaires et ne permettent pas de choisir plusieurs chemins pour atteindre leur fin. Dans le meilleur des cas, des passages secrets gorgés de bonus se dévoileront mais ne dévient jamais du parcours. Qui dit linéaire ne veut pas forcément dire "de gauche à droite" puisque le level design des niveaux est suffisamment recherché et bien élaboré pour casser la routine.
Plus classiques, les environnements traversés sont typiques des jeux vidéo en général puisque le joueur traversera les récurrents niveaux de glace, de feu, de nuages, de jungle, de ruines sacrées et de milieux aquatiques. D'autres plus originaux placeront le joueur au creux d'une plante géante, dans un village tropical, sur des météorites et même dans une masse flottante de gelée.

### Courses et défis
Si dans la majorité des niveaux, Donkey Kong se déplace sur ses quatre pattes, il est parfois amené à se mouvoir différemment à l'aide d'une monture. Dans le cadre des courses entre plusieurs animaux occupant un niveau entier, il est impératif de terminer premier afin d'accéder au niveau suivant.
La jouabilité est modifiée en fonction des environnements et des animaux chevauchés :
- ornicoptère
Donkey Kong est accroché aux pattes de l'oiseau qui s'élèvera à gauche ou à droite, en fonction des battements sur le bongo de gauche et de droite. En revanche, le poids du singe et la loi de la gravité font que sans battement d'ailes, les deux compères descendent petit à petit vers le sol. L'oiseau disparaît dès qu'un obstacle est touché (mur, plafond, ennemi) ;
- parach' l'écureuil
La descente est lente mais irréversible à moins de passer dans un courant d'air ;
- aurock
L'aurock entraine Donkey dans une folle chevauchée où appuyer rapidement sur le bongo de droite permet de gagner en vitesse. Lorsque le personnage détient un objet, il peut l'envoyer à la verticale en claquant des mains, blessant ainsi les ennemis le surplombant. En fin de course, un dernier effort est à produire pour un saut en longueur, déterminant le nombre de bananes à rafler ;
- orky
Avançant sans cesse, l'orque ne peut que s'orienter mais possède la particularité de défoncer les obstacles tels que les murs et les parois en bois.

### Boss
Le boss correspond au troisième niveau de chaque royaume. C'est le seul niveau où il est impossible de gagner la moindre banane. Le joueur ne peut que maintenir son compteur à niveau ou bien le voir diminuer à chaque coup encaissé.
Chaque boss dispose d'un point faible qu'il convient d'exploiter: déstabilisation d'une attaque, renvoi de projectile etc. La conquête d'un royaume n'est effective qu'après avoir réduit la barre de vie de son souverain à zéro.
S'il y a autant de boss que de royaumes, ils n'en sont pas pour autant aussi variés car il n'y a véritablement que 4 types de souverains:
- singe: duel d'arts martiaux où il faut trouver la faille déstabilisant l'adversaire afin de pouvoir attaquer ;
- phacochère: combat où il n'est possible d'attaquer qu'en ayant renvoyé au préalable un de ses projectiles ;
- oiseau: face à face avec un oiseau géant tenant un œuf entre ses pattes ;
- éléphant: affrontement avec un tank-éléphant bombardant des ananas explosifs.

### Médailles
Une fois le boss vaincu, le décompte des bananes acquises au cours des 3 niveaux du royaume a lieu. Ce score influe directement la ou les médailles qui seront attribuées :
- 1200 : médaille de platine
- 800 : médaille d'or
- 500 : médaille d'argent
- 300 : médaille de bronze
- en dessous de 300 : aucune

Les médailles sont cumulatives. Ce qui revient à dire que gagner une médaille d'or décerne également les médailles de bronze et d'argent. L'accès à de nouveaux royaumes est déterminé par le nombre de médailles acquises au cours du jeu. Cette pratique, un peu restrictive au premier abord, incite directement à gagner un maximum de médailles et donc de bananes. La difficulté étant graduelle, la progression se fait en douceur ce qui évite tout sentiment de frustration. Cette dernière est en effet la hantise des jeux à score car elle les rend injouable en les vidant de leur intérêt.

### BananaScore
Les bananes sont au cœur du gameplay de Donkey Kong Jungle Beat. Elles sont à la fois utilisées comme compteur de points et comme indicateur de vie. Si Donkey se fait toucher, il perd 10 bananes et si jamais il n'a plus de banane en sa possession la partie se termine. Comme il n'y a pas de notion de game over, le jeu reprend depuis la dernière sauvegarde.

#### Collecte de bananes
Élément de base du jeu, la collecte de banane est l'acquisition du fruit jaune de la manière la plus simple : dès que Donkey Kong croise le chemin d'une banane, il la prend. Cela a pour effet d'augmenter le compteur de bananes d'autant d'unités ramassées. C'est le moyen le plus simple mais somme toute le moins intéressant dans le cas d'une course au score.
Elles s'attrapent soit à l'unité soit par régimes de 3 ou de 5. Le joueur gagne respectivement 1, 3 et 5 bananes.

#### Gavage de bananes
L'épreuve du gavage de banane ponctue chaque fin de niveau (hors boss). En un temps très limité, le joueur est invité à battre des bongos le plus rapidement possible : chaque frappe sur un tonneau ajoute une banane au score. Ce bonus simple est finalement intéressant car il permet de gagner avec un peu de pratique 120 bananes de plus par royaume. Cette épreuve est d'ailleurs assez fatigante dans la mesure où le joueur est invité à battre environ 60 fois les tonneaux en 3 ou 4 secondes.

#### Clap Attrape
La technique du clap attrape est le prolongement direct de la collecte de banane. La différence réside dans la méthode d'acquisition. Si la collecte implique de toucher physiquement la ou les bananes, le clap attrape est plus subtil.
Comme une partie de son nom l'indique, clap, il faut claquer des mains. Dès cet instant, Donkey Kong attrape toutes les bananes à portée de main. Si cette technique est intéressante c'est parce qu'elle rapporte 1 banane supplémentaire par lot de banane attrapé. Exemple :
- attraper 1 + 1 + 3 bananes en clap attrape fera gagner en fait 8 (1+1+3)+(3*1) au lieu de 5 avec la méthode classique ;
- attraper 1 + 1 + 1 + 1 + 1 bananes en 'clap attrape fera gagner en fait 10 (1+1+1+1+1)+(5*1) au lieu de 5 avec la méthode classique.

Le clap attrape prend encore plus d'importance une fois combinée avec la technique ultime : le combo.

#### Combos
Le combo est un multiplicateur de bananes. Il multiplie le nombre de bananes collectées par sa propre valeur. Si Donkey bénéficie d'un combo de 4 et qu'il collecte 5 bananes, il en gagnera en réalité 20 (4*5). Totalement cumulable avec le clap attrape, deux solutions s'offrent au joueur :
- le joueur pose les pieds au sol. Le combo est validé et toutes les bananes gagnées pendant la durée du combo s'ajoutent effectivement au compteur ;
- le joueur se fait toucher durant le combo. Toutes les bananes acquises durant le combo sont alors perdues et ne sont pas créditées au compteur

Un combo correspond à une action différente exécutée sans poser les pieds au sol (action qui valide la multiplication des bananes). Sauter sur un mur pour rebondir dessus puis claquer des mains comptent pour 3 combos, multipliant d'autant le nombre de bananes collectées. Le level design des niveaux est pensé pour une réussite parfaite de pirouettes en tous genres. Certains niveaux sont d'ailleurs pensés pour faire en sorte que le joueur ne touche pas le sol une seule fois avant la fin.
Cumuler les combos et le clap attrape est donc la meilleure solution pour espérer collecter plus de 1200 bananes par royaume.

## Développement

### Genèse
L'idée d'un nouveau jeu fondé sur la licence Donkey Kong fut émise avant même l'ouverture du studio Nintendo EAD à Tokyo. Shigeru Miyamoto confia cette volonté aux deux créateurs du studio tout en laissant à leur initiative la tournure que prendrait ce futur jeu. Ce n'est qu'en palpant pour la première fois les bongos DK que l'idée d'associer Donkey Kong, bongos et jeu de plate-forme leur vint.
En effet, Yoshiaki Koizumi et Takao Shimizu avaient eu vent de difficultés rencontrées par des joueurs, évoquant la complexité des contrôles dans les jeux actuels. Réaliser un jeu simple et attrayant fut donc leur préoccupation première.
Donkey Kong Jungle Beat ne possède pas d'histoire. Inexistante dans le livret du jeu ou bien sur son site Internet, le directeur Yoshiaki Koizumi se justifie en affirmant « nous n'avions pas besoin d'une histoire superficielle pour ce jeu. La seule chose dont a besoin Donkey Kong, c'est d'être le meilleur et de devenir le roi de la jungle ».

### Environnement graphique & sonore
Très travaillé au niveau de son gameplay, Donkey Kong Jungle Beat peut également se targuer de sa réalisation graphique et sonore. Il fait partie des rares jeux à utiliser le progressive scan (meilleure résolution, pas de clignotement) comme Resident Evil 4. Les décors sont fins et fourmillent de détails. Pour afficher au mieux le pelage des animaux, la technique du fur shading a été utilisée. Le fur shading offre un rendu quasi-réaliste de poils n'utilisant pas de polygones ce qui offre une économie de performances significative.
Du côté sonore, le jeu profite d'un rendu en Dolby Pro Logic II.

### Présentation et promotion
Donkey Kong Jungle Beat a été présenté pour la première fois à l'E3 2004, en même temps que les remakes de Donkey Kong Country sur Game Boy Advance, il y reçoit les prix de « jeu le plus original » et de « meilleur jeu de société ».
Donkey Kong Jungle Beat était jouable pour la première fois en public lors du Japan Expo 2004 organisé à Paris. Nintendo France y présentait le jeu discrètement aux côtés de Donkey Konga, Star Fox: Assault et la Game Boy Advance NES Classic.
Nintendo Japon a mis à disposition sur le site officiel de Donkey Kong Jungle Beat des vidéos Super Play montrant des parties aux combos élevés et meilleurs parcours possibles du jeu.

### Équipe de développement
- Producteur exécutif : Satoru Iwata
- Producteurs généraux : Shigeru Miyamoto, Takashi Tezuka
- Producteur : Takao Shimizu
- Directeur : Yoshiaki Koizumi
- Assistants de direction: Kouchi Hayashida, Kimiharu Hyodo, Futoshi Shirai, Toshihiro Kawabata
- Programmeur du personnage principal : Hideaki Shimizu
- Directeur de programmation « système » : Naoki Koga
- Directeur de programmation « personnage » : Takeshi Hayakawa
- Programmeurs «personnage»: Tatsuro Ota, Katsuyasu Ando, Atsushi Yamaguchi
- Son: Masafumi Kawamura
- Musique : Mahito Yokota
- Création des personnages : Takeshi Hosono, Kenta Motokura, Taeko Sugawara, Atsushi Mishima
- Créateur des niveaux : Kazumi Yamaguchi
- Création artistique des personnages et habillage graphique : Yasuhiko Matsuzaki
- Effets spéciaux : Yusuke Akifuda, Yumiko Matsumiya
- Modélisation des personnages : Daisuke Watanabe, Masanoei Ezaki, Shunsuke Yamamoto, Kenichi Minamizawa
- Modélisation des niveaux : Kazunori Hashimoto, Ritsuko Tanaka, Sanae Suzuki, Tomoko Yada
- Animation 3D : Mieko Yasushima, Katsutaka Hisanaga
- Création artistiques des personnages : Hideaki Takamura
- Voix : Takashi Nagasako, Masami Suzuki, Hironori Miyata, Hideaki Nonaka, Shunji Takashina, Masahiro Okazaki, Toshihide Tsuchiya
- Coordination : Katsuhito Nishimura
- Gestion de l'avancement : Keizo Kato
- Support technique : Keisuke Matsui, Shingo Okamoto, Yoshito Yasuda, Hironobu Kakui
- Support du débogage : Akira Yano
- Localisation du manuel européen et mise en page : Hervé Lefranc, Michaël Hugot, Silke Sczyrba, Britta Henrich, Daniela Schmitt, Carolin Fickert, Sabine Möschl, Sascha Nickel, Mario Kraus, Manfred Anton
- Remerciements particuliers : Tadashi Sugiyama, Tomoaki Kuroume, Super Mario Club, Nintendo Tokyo

## Accueil
Il s'est vendu à 150 000 exemplaires au Japon durant ses deux premières semaines d'exploitation.